# Кастамону (вилајет)
Кастамону (тур. Kastamonu ili) је вилајет у Турској. Популација вилајета износи 25.066 становника. Административни центар вилајета је град Кастамону.